# Rumpenheim (Adelsgeschlecht)

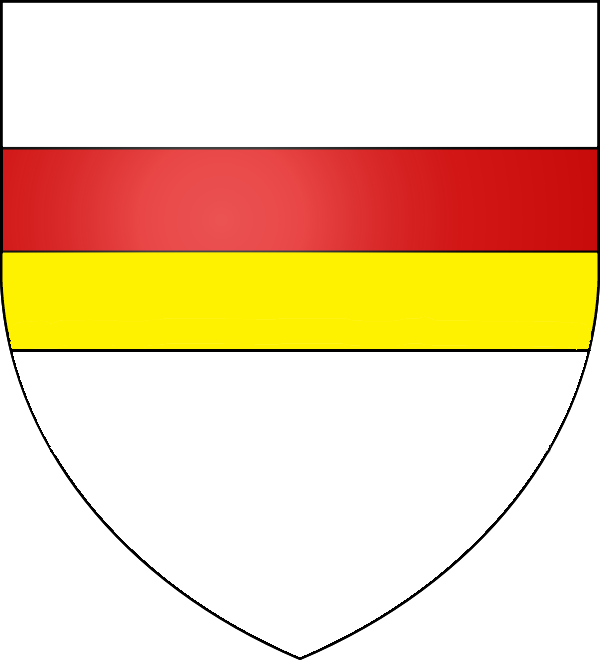
Wappen derer von Rumpenheim

Die Herren von Rumpenheim waren ein deutsches Adelsgeschlecht mit Sitz in Rumpenheim, heute ein Stadtteil von Offenbach am Main. Sie waren anfangs Vasallen der Herren von Hagen-Münzenberg, anschließend für etwa 300 Jahre der Herren und späteren Grafen von Hanau.

## Geschichte
Sie hatten Besitz in Rumpenheim bereits vor dem 13. Jahrhundert. Ende des 13. Jahrhunderts erhielten sie gemeinsam mit den Herren von Heusenstamm das Afterlehen über Rumpenheim von den Herren von Hanau, die es vom Mainzer Erzbischof und Kurfürsten zu Lehen hatten. Mit den Herren von Heusenstamm sind die Rumpenheimer aller Wahrscheinlichkeit nach verwandt. Ihre gemeinsamen Vorfahren hatten reichen Besitz im ehemaligen Maingau. Vermutlich stammen sie von den alten Maingaugrafen ab und sind daher auch mit den einflussreichen Herren von Hagenhausen-Eppstein verwandt. Einer anderen Theorie stammen sie von den Herren von Hagen-Münzenberg ab. Diese Theorie gründet auf Ähnlichkeiten in den Wappen der beiden Familien. Über die genaue Lage ihrer Residenz ist nichts bekannt, der Stammsitz befand sich aber unzweifelhaft in Rumpenheim.
Erstmals erwähnt wird das Geschlecht von Rumpenheim mit Ebernhard von Rumpenheim 1210. 1401 verzichtete Günter von Rumpenheim auf sein Lehen, und Reinhard II. von Hanau belehnte damit 1409 Frank von Cronberg. Von Clas von Rumpenheim ist ein Gerichtssiegel an einer Urkunde vom 13. Oktober 1430 erhalten. Ebenfalls erhalten ist ein Gerichtssiegel an einer Urkunde vom 10. September 1466 von Ludwig von Rumpenheim, mit dessen Tod das Geschlecht 1531 ausstarb. Sie dienten den Hanauern als Burgmannen. Einige Familienmitglieder waren als Schultheißen, Keller, Äbtissin, Richter, Amtmänner oder Güterverwalter tätig und sind auch Frankfurter Bürger geworden.
Guda von Rumpenheim, die Tochter des ritterbürtigen Reinhard von Rumpenheim, heiratete Hans Dirmstein (* um 1435; † 1494). Sie brachte das Haus Groß-Laubenberg am Frankfurter Römerberg als Mitgift in die Ehe, die anfänglich wenig glücklich war. Guda lief ihrem Ehemann davon und der Rat der Stadt musste eingreifen, um den Ehefrieden wiederherzustellen. Mit dem großen Erbe, welches das Ehepaar nach dem Tod der Schwiegereltern erhielt, richtete Dirmstein eine Stiftung für die Armen ein.

## Wissenswert
Die Landgrafen von Hessen-Kassel-Rumpenheim, nicht verwandt mit dem mittelalterlichen Geschlecht der Rumpenheimer, stellen heute die ältere der beiden noch existierenden Linien des hessischen Fürstenhauses und werden durch den Zusatz „Rumpenheim“ kenntlich gemacht.

## Namensträger
- 1210 Ebernarnd von Rumpenheim
- 1226 Gunther von Rumpenheim
- 1231 Johann von Rumpenheim (Bruder von Ebernarnd) und Winther von Rumpenheim (Onkel der beiden)
- 1280 Wilhelm von Rumpenheim
- 1304 Peter von Rumpenheim
- 1368 Jungherr Peter von Rumpenheim
- 1393 Johann von Rumpenheim,  Komtur des Deutschen Ordens in Danzig[2]
- 1407 Günther von Rumpenheim
- 1430 Clas von Rumpenheim
- 1449 Jungherr Clas von Rumpenheim
- 1466 Ludwig von Rumpenheim
- 1503 Margaretha von Rumpenheim
- 1531 Ludwig von Rumpenheim
- 1540 Caspar von Rumpenheim
- 1545 Jacob von Rumpenheim
- 1552 Johann von Rumpenheim

## Wappen
Blasonierung: In Silber ein roter und ein goldener Balken direkt übereinander.